# Saint-Marcel (Saône-et-Loire)
Saint-Marcel is een gemeente in het Franse departement Saône-et-Loire (regio Bourgogne-Franche-Comté). De plaats maakt deel uit van het arrondissement Chalon-sur-Saône. Saint-Marcel telde op 1 januari 2022 6.211 inwoners.

## Geografie
De oppervlakte van Saint-Marcel bedroeg op 1 januari 2022 10,17 vierkante kilometer; de bevolkingsdichtheid was toen 610,7 inwoners per km².

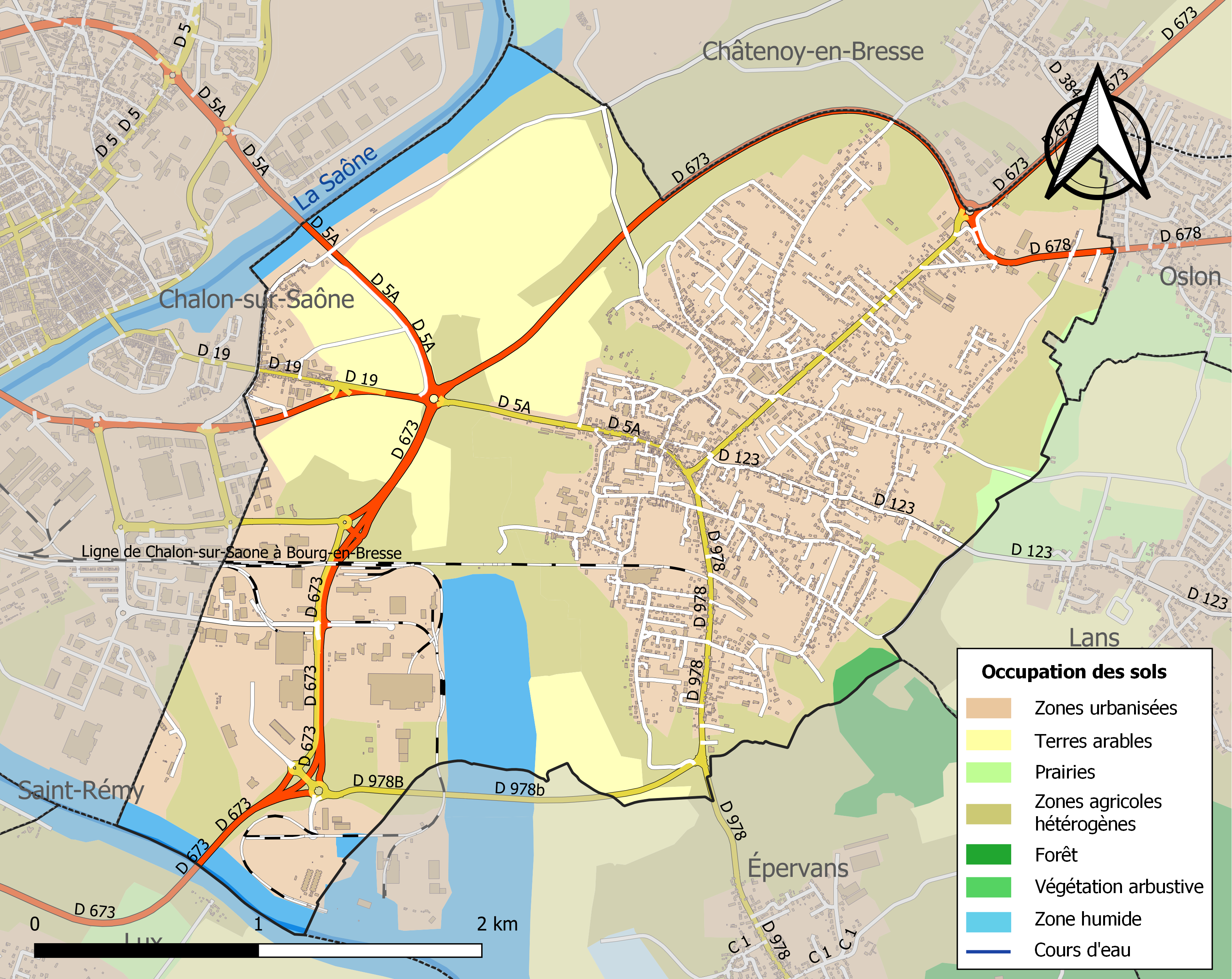
Kaart van de gemeente met de belangrijkste infrastructuur, bodemgebruik en omliggende gemeenten

In Saint-Marcel bevindt zich het graf van Gontram van Bourgondië

## Demografie
Onderstaande figuur toont het verloop van het inwonertal (bron: INSEE-tellingen).